# 卡薩欣
卡薩欣（Cassation）是一種十八世紀的器樂曲式。它與當時在奧地利的嬉遊曲、小夜曲屬於同一種類，都是為了娛樂或慶典所編寫的小型器樂組曲。
今日理解卡薩欣最簡單的方式是透過莫札特在1769年所編寫的四首曲子，如今他們被編號為：K.62、K.62a（之前的K.100）、K.63、K.63a（之前的K.99）。這些曲子是萨尔茨堡大學為了每年學生的結業式，而邀請莫札特編寫的演奏曲。在當時，萨尔茨堡大學每年八月的結業式，包括了市民也會參加同歡的音樂祭。以數人組成的樂團先演奏著進行曲前往大主教的宮殿，然後開始演奏小夜曲；之後，樂團再演奏著進行曲回到大學，再為教授們演奏；最後樂團在進行曲的演奏中退場。所以，莫札特所寫的卡薩欣是大學期末慶典用曲，也稱之為「期終曲」（Final Musik），其以進行曲開頭，而在今日的演奏上則通常以重複首樂章進行曲作為結尾。
必須注意莫札特也有其他為大學慶典所寫的曲子或期終曲，他們不見得都叫做卡薩欣，也可能是一首單樂章的進行曲搭配一組多樂章的小夜曲或嬉遊曲，之後他們分別被標示為兩首曲子，就如同 K.62 與 K.62a 那樣。這種搭配形式也用在其他諸如宴會或婚禮場合的音樂。小夜曲或嬉遊曲本身作為純粹演奏的曲式，而獨立出來的進行曲就扮演著讓樂團進退場的場合音樂作用。此外，有些小夜曲的首樂章也有進行曲的風格，以配合樂團進場。莫札特在之後的作品就不再使用卡薩欣這一詞，而將進行曲與小夜曲搭配使用。這裡詳細解釋莫札特的卡薩欣，主要是強調這種樂曲形式相對於嬉遊曲或小夜曲，具有針對場合而設計並演奏的功能性。
寫過卡薩欣的作曲家還包括了海頓以及 卡尔·冯·迪特斯多夫，兩人分別寫過一首卡薩欣。這兩首曲子也都屬於室外演奏的小型器樂組曲。